# Sân bay quốc tế Ontario
Sân bay quốc tế Ontario (mã IATA: ONT, mã ICAO: KONT) là một sân bay có cự ly 3,7 km về phía đông trung tâm thành phố Ontario, quận Los Angeles, tiểu bang California, Hoa Kỳ. Sân bay phục vụ Inland Empire. Sân bay này nằm ở phía đông Ontario, là sân bay quan trọng trong vùng đô thị này sau sân bay quốc tế Los Angeles. Chủ sở hữu và vận nhà là Los Angeles World Airports (LAWA), một đơn vị thuộc thành phố Los Angeles. Năm 2008, sân bay này phục vụ 6,2 triệu lượt khách, giảm 13,5% so với năm 2007 Tháng 4 năm 2011 lượng khách giảm 4,6% so với cùng kỳ năm trước..
Đầu năm 2011, Southwest Airlines chiếm 54% lượng khách tại sân bay này.
Quyền sở hữu và kiểm soát sân bay này đã trở thành một vấn đề vào cuối năm 2010 khi thành phố Ontario, ủng hộ bởi Hiệp hội chính quyền Nam California, đã phê phán và nêu vấn đề vận hành sân bay Ontario của Los Angeles.